# Liste de bactéries impliquées dans les maladies chez l'humain
 (mai 2020).
Si vous disposez d'ouvrages ou d'articles de référence ou si vous connaissez des sites web de qualité traitant du thème abordé ici, merci de compléter l'article en donnant les références utiles à sa vérifiabilité et en les liant à la section « Notes et références ».
Cette page présente une liste de bactéries qui sont les agents étiologiques d'infections bactériennes humaines. Le critère de classification principal est la coloration par la méthode de Gram. D'autres critères sont pris en compte à un second niveau de classement : morphologie à type de bacille ou de cocci, métabolisme aérobie ou anaérobie (pris ici au sens d'anaérobie strict) etc.
Lorsque plusieurs espèces du même genre présentent une pathogénicité chez l'être humain le nom du genre est suivi de l'abréviation « spp.» (lat. species plurimae) et une ou plusieurs espèces pathogènes représentatives sont citées. Lorsqu'une seule espèce pathogène est connue (ou prédomine très largement sur la pathogénicité des autres espèces du même genre) son nom binomial est indiqué in extenso.

## Bactéries Gram positives
La plupart sont des cocci aérobies bien que certains bacilles et/ou anaérobies Gram positifs jouent un rôle important en pathologie humaine.
|          | Gram+ aérobies | Gram+ anaérobies |
| Bacilles | Listeria monocytogenes : agent de la listériose Corynebacterium avec notamment : - C. diphtheriae : agent de la diphtérie - C. minutissimum : agent de l'érythrasma - C. ulcerans (infections du pied diabétique) Bacillus spp. avec notamment : - B. anthracis : agent de la maladie du charbon - B. cereus (intoxications alimentaires) Erysipelothrix rhusiopathiae : agent du rouget du porc Tropheryma whipplei : agent de la maladie de Whipple Nocardia spp. dont N. asteroides et N. brasiliensis : agents des nocardioses | Clostridium spp. avec notamment : - C. tetani : agent du tétanos - C. botulinum agent du botulisme - C. perfringens : agent de la gangrène gazeuse Clostridioides difficile (anc. Clostridium difficile) : agent de la colite pseudomembraneuse Cutibacterium acnes (anc. Propionibacterium acnes) : impliqué dans l'acné Actinomyces israelii : agent de l'actinomycose |
| Cocci    | Staphylococcus spp. (Staphylocoques) avec notamment : - S. aureus : Staphylocoque doré - groupe des Staphylocoques à coagulase négative (SCN) dont : - S. epidermidis (infections cutanées, endocardites) - S. saprophyticus (infections urinaires) Streptococcus spp. (Streptocoques) avec notamment : - S. pneumoniae : Pneumocoque (infections pulmonaires) - S. pyogenes : Streptocoque bêta-hémolytique du groupe A (SBHA) - S. agalactiae : Streptocoque du groupe B - S. dysgalactiae : Streptocoque du groupe C - groupe des Streptocoques dits « viridans » (pathogènes occasionnels) : - S. anginosus et apparentés - S. mitis et apparentés - S. sanguinis et apparentés - S. salivarius et apparentés - S. mutans et apparentés Enterococcus spp. (Entérocoques) avec notamment : - E. faecalis - E. faecium Micrococcus | Peptostreptococcus spp. (infections digestives, pulmonaires, cérébrales, cervicofaciales) Peptococcus spp. |

## Bactéries Gram négatives
La plupart sont des bacilles aérobies bien que certains cocci et/ou anaérobies Gram négatifs jouent un rôle important en pathologie humaine.
|          | Gram– aérobies | Gram– anaérobies |
| Bacilles | Famille des Enterobacteriaceae (Entérobactéries) : - souches pathogènes de Escherichia coli : - E. coli entéropathogènes ou EPEC (gastroentérites du nourrisson) - E. coli entérotoxinogènes ou ETEC (syndromes cholériformes) - E. coli entéroinvastifs ou EIEC (syndromes dysentériques) - E. coli entérohémorragiques EHEC (colites hémorragiques et SHU) - Salmonella enterica subsp. enterica avec notamment : - sérotype Typhi : agent de la fièvre typhoïde - sérotype Paratyphi : agent des fièvres paratyphoïdes - sérotypes Typhimurium, Enteritidis etc. (salmonelloses non typhiques) - Shigella spp. (dysenteries bacillaires ou shigelloses) - Yersinia spp. avec notamment : - Y. pestis : agent de la peste - Y. enterocolitica (entérites) - Y. pseudotuberculosis (adénites mésentériques) - Klebsiella spp. (infections pulmonaires, urinaires etc.) - Enterobacter spp. (infections nosocomiales) - Serratia marcescens (infections nosocomiales) - Proteus spp. (infections urinaires) Pseudomonas spp. dont P. aeruginosa (infections nosocomiales) Groupe HACCEK (endocardites à hémocultures négatives) : - Haemophilus spp. dont H. influenzae - Aggregatibacter spp. dont A. actinomycetemcomitans - Cardiobacterium spp. dont C. hominis - Capnocytophaga spp. dont C. canimorsus - Eikenella corrodens - Kingella spp. dont K. kingae Campylobacter avec notamment : - C. jejuni et C. coli (entérites) - C. fetus (bactériémies, thrombophlébites) Helicobacter pylori (ulcères gastroduodénaux, gastrites) Vibrio spp. avec notamment : - V. cholerae : agent du choléra - V. parahaemolyticus (gastroentérites sévères) - V. vulnificus (dermohypodermites et bactériémies) Bordetella pertussis : agent de la coqueluche Legionella pneumophila : agent de la légionellose Bactéries à transmission zoonotique par inoculation (morsures, griffures animales) : - Pasteurella spp. dont P. multocida : agent de la pasteurellose - Bartonella spp. dont B. henselae : agent de la maladie des griffes du chat - Francisella spp. dont F. tularensis : agent de la tularémie - Ehrlichia spp. dont E. chaffeensis et E. ewingii : agents des ehrlichioses - Anaplasma phagocytophilum : agent de l'anaplasmose humaine | Bacteroides spp. dont B. fragilis (abcès, péritonites, bactériémies) Fusobacterium spp. avec notamment : - F. necrophorum : agent du syndrome de Lemierre - F. nucleatum et F. polymorphum (maladie parodontale) Porphyromonas spp. dont P. gingivalis (gingivites) Prevotella spp. (infections gynécologiques, pulmonaires, DHBN cervicofaciales) |
| Cocci    | Neisseria spp. avec notamment : - N. meningitidis (Méningocoque) - N. gonorrhoeae (Gonocoque) Moraxella catarrhalis (infections ORL) | Veillonella spp. dont V. parvula (endocardites, ostéomyélites) |

## Bactéries non colorables par la méthode de Gram
Certaines bactéries pathogènes ne sont pas colorées efficacement par la méthode de Gram et nécessitent le recours à d'autres techniques d'identification. Leur paroi a généralement une structure très différente de celle des bactéries colorables en Gram.
|                           | Classe              | Ordre           | Famille          | Genres & espèces |
| Spirochètes               | Spirochaetes        | Spirochaetales  | Spirochaetaceae  | Treponema spp. avec notamment : - T. pallidum : agent de la syphilis - T. pertenue : agent du pian - T. carateum : agent de la pinta |
| Spirochètes               | Spirochaetes        | Spirochaetales  | Spirochaetaceae  | Borrelia spp. avec notamment : - B. burgdorferi : agent de la maladie de Lyme - B. recurrentis, B. duttoni etc. : agents des fièvres récurrentes infectieuses |
| Spirochètes               | Spirochaetes        | Spirochaetales  | Leptospiraceae   | Leptospira spp. dont L. interrogans : agent de la leptospirose |
| Mollicutes                | Mollicutes          | Mycoplasmatales | Mycoplasmataceae | Mycoplasma spp. avec notamment : - M. pneumoniae (pneumopathies atypiques) - M. hominis (vaginoses) - M. genitalium (IST) Ureaplasma spp. dont U. urealyticum (IST) |
| Mycobactéries             | Actinobacteria      | Actinomycetales | Mycobacteriaceae | Mycobacterium spp. avec notamment : - Mycobactéries du complexe tuberculosis avec notamment : - M. tuberculosis : agent de la tuberculose humaine - M. africanum et M. bovis : occasionnellement impliquées dans la tuberculose humaine - M. leprae et M. lepromatosis : agents de la lèpre - Mycobactéries dites « atypiques » : M. ulcerans, M. marinum, M. abscessus etc.                                         |
| Intracellulaires strictes | Chlamydiae          | Chlamydiales    | Chlamydiaceae    | Chlamydia spp. avec notamment : - C. pneumoniae (pneumopathies atypiques) - C. trachomatis : agent du trachome et de la LGV - C. psittaci : agent de la psittacose |
| Intracellulaires strictes | Alphaproteobacteria | Rickettsiales   | Rickettsiaceae   | Rickettsia spp. avec notamment : - groupe typhus : - R. prowazekii : agent du typhus épidémique - R. typhi : agent du typhus murin - groupe des fièvres boutonneuses dont : - R. akai : agent de la rickettsiose vésiculeuse - R. africae : agent de la fièvre à tique africaine - R. conorii : agent de la fièvre boutonneuse méditerranéenne - R. rickettsii : agent de la fièvre pourprée des montagnes rocheuses |
| Intracellulaires strictes | Gammaproteobacteria | Legionellales   | Coxiellaceae     | Coxiella burnetii : agent de la fièvre Q |

## Bactéries intracellulaires
Cette catégorie recoupe la classification par la méthode de Gram. Elle peut avoir un intérêt clinique dans le sens où les bactéries intracellulaires sont souvent sensibles aux mêmes antibiotiques.
On distingue habituellement des bactéries intracellulaires :
- strictes ou obligatoires : leur survie et leur multiplication ne sont possibles qu'à l'intérieur d'une cellule-hôte eucaryote
- facultatives : leur survie et leur multiplication peuvent avoir lieu à l'intérieur ou à l'extérieur d'une cellule-hôte eucaryote.

| Intracellulaires strictes | Intracellulaires facultatives |
| --- | --- |
| Bacilles Gram négatifs aérobies : - Ehrlichia spp. - Anaplasma phagocytophilum Non colorables en Gram : - Mycobacterium leprae - Chlamydia spp. - Rickettsia spp. - Coxiella burnetii | Bacilles Gram positifs aérobies : - Listeria monocytogenes - Tropheryma whipplei Bacilles Gram négatifs aérobies : - Salmonella enterica subsp. enterica - Yersinia spp. - Legionella pneumophila - Bordetella pertussis - Bartonella spp. - Francisella spp. - Brucella spp. Non colorables en Gram : - Mycobacterium tuberculosis - Mycoplasma spp. |